# Syrror
Syrror är en svensk dramaserie som sändes på TV4 från 2016 till 2017. Den hade premiär 10 oktober 2016.

## Handling
I serien följer man sjuksköterskorna Iris, Julia, Malin och Carina som arbetar på akutmottagningen på Stockholms södra sjukhus.

## Produktion
Serien bygger på finska TV-serien Syke (parallellt namn Puls). Skådespelarna får hjälp under inspelning av en legitimerad sjuksköterska för att de ska få veta hur behandlingarna av patienter går till. De två första säsongerna spelades in samtidigt.

## Kritik
Programmet har fått kritik av sjuksköterskor då serien inte speglar verkligheten på en akutmottagning och innehåller flera fel i behandlingen av patienter.

## Rollista
- Celie Sparre - Iris
- Bahar Pars - Sandra
- Marall Nasiri - Julia
- Tanja Lorentzon - Malin
- Jeanette Holmgren - Carina
- Henrik Norlén - Max Hansen
- Bengt Braskered - Jonas Hedqvist
- Anton Lundqvist - Claes-Petter Holmström
- Jonas Malmsjö - Paul Orre
- Erik Johansson - Alexander Ahlgren